# Ian Carey
Ian Carey (* 13. September 1975 als Ian Harshman in Maryland; † 20. August 2021) war ein US-amerikanischer House-DJ und Musikproduzent. Er stand beim Label Supraton unter Vertrag.

## Leben und Karriere
Careys Vater war Tontechniker, der bei Livekonzerten von Musikgruppen wie Kool and the Gang oder dem Duke Ellington Orchestra die Verstärkertechnik stellte. In den Schulferien nahm er seinen Sohn zu den Veranstaltungsorten mit. Ian lernte Schlagzeug und spielte auch in der High-School-Band. Während der Collegezeit in Baltimore wurde er mit einigen Hip-Hop-DJs bekannt und betätigte sich selbst als DJ.
Nach der Schule arbeitete er als Einkäufer in einem Schallplattenladen. Er wechselte von Hip-Hop zu House und schaffte sich die Ausstattung für eigene Produktionen an. Bereits seine erste Veröffentlichung Rise mit Jason Papillon als Soul Providers mit Michelle Shellers als Sängerin wurde ein Clubhit in Großbritannien und schaffte es 2001 in die offiziellen Charts. Bis 2004 entstand eine Reihe von Platten mit Papillon.
2003 wandte er sich von Amerika ab und zog nach Europa um, wo er mit Eddie Amador (Mochico) unter dem Projektnamen Saturated Soul zusammenarbeitete. Außerdem veröffentlichte er verstärkt unter seinem eigenen Namen bzw. als „Ian 45 Carey“ und er wurde zu einem viel beschäftigten und gefragten Remixer. Sein Markenzeichen ist seine „funky bassline“.
2007 hatte er einen europaweiten Hit mit einer Neubearbeitung von Rise unter dem neuen Titel Keep On Rising, erneut mit Michelle Shellers Stimme, die unter anderem Platz 10 in den Top 40 der Niederlande erreichte. Auch die nächste Single Red Light war insbesondere in seiner Wahlheimat, den Niederlanden, erfolgreich.
Im selben Jahr startete er das Ian Carey Project. Mit der zweiten Veröffentlichung unter diesem Namen hatte er seinen größten Hit. Die Single Get Shaky erschien Ende 2008 zuerst in Australien, wo sie Platz 2 der Charts erreichte und mit Platin für 70.000 verkaufte Exemplare ausgezeichnet wurde. Das Video zum Song gewann außerdem den MTV Award als bestes Dance-Video. Ähnlich erfolgreich war Carey in Neuseeland, wo er Platz 7 und Gold erreichte. Im Sommer 2009 wurde Get Shaky in Großbritannien veröffentlicht und stieg auch dort auf Anhieb in die Top 10 der Charts ein.
Er starb im August 2021. Die Todesursache ist bisher unbekannt.

## Diskografie
Als Soul Providers (mit Jason Papillon)
- 1999: Rise (mit Michelle Shellers)
- 2001: I Don’t Know
- 2001: Try My Love
- 2002: Let the Sunshine In

Als Ian Carey
- 2005: Say What You Want (mit Mochico und Miss Bunti)
- 2007: Keep On Rising (mit Michelle Shellers)
- 2008: Red Light
- 2009: SOS
- 2009: Shot Caller
- 2010: Hoodrat Stuff
- 2011: Last Night (mit Snoop Dogg und Bobby Anthony)
- 2012: Amnesia (mit Rosette, Timbaland und Brasco)

Als Ian Carey Project
- 2007: Love Won’t Wait
- 2008: Get Shaky
- 2010: Let Loose

Remixe (Auszug)
- Afrojack – Take Over Control
- All the Lights – Chasing Colours
- Taio Cruz – No other One
- Agnes – Big Blue Wall
- Belle Epoque – Miss Broadway
- Hanna Hais – Jazz Samba
- Michael Gray – Borderline

## Auszeichnungen für Musikverkäufe
| Goldene Schallplatte - Kanada - 2012: für die Single Last Night - 2013: für die Single Amnesia - Neuseeland - 2009: für die Single Get Shaky | Platin-Schallplatte - Australien - 2011: für die Single Last Night 2× Platin-Schallplatte - Australien - 2009: für die Single Get Shaky |

Anmerkung: Auszeichnungen in Ländern aus den Charttabellen bzw. Chartboxen sind in ebendiesen zu finden.
| Land/RegionAuszeichnungen für Musikverkäufe (Land/Region, Auszeichnungen, Verkäufe, Quellen) | Gold     | Platin     | Verkäufe | Quellen                   |
| -------------------------------------------------------------------------------------------- | -------- | ---------- | -------- | ------------------------- |
| Australien (ARIA)                                                                            | —        | 3× Platin3 | 210.000  | aria.com.au               |
| Kanada (MC)                                                                                  | 2× Gold2 | —          | 80.000   | musiccanada.com           |
| Neuseeland (RMNZ)                                                                            | Gold1    | —          | 7.500    | aotearoamusiccharts.co.nz |
| Vereinigtes Königreich (BPI)                                                                 | Gold1    | —          | 400.000  | bpi.co.uk                 |
| Insgesamt                                                                                    | 4× Gold4 | 3× Platin3 |          |                           |